# Scalabilitate
În telecomunicații și ingineria software, scalabilitatea este o proprietate a unui sistem, a unei rețele sau a unui proces, proprietate care arată capacitatea acelui sistem de a suporta corect un volum mai mare de încărcare sau de a permite mărirea sau extinderea sa. Un sistem de prelucrare a datelor, de exemplu, este scalabil dacă el se comportă similar, fără defecțiuni, atunci când volumul de date pe care le prelucrează devine mai mare. De asemenea, un sistem poate fi considerat scalabil și dacă este capabil să ofere rezultate îmbunătățite în condițiile în care îi sunt adăugate resurse adiționale (de regulă, hardware).